# Мера, Эфрен
Эфрен Александер Мера Морейра (исп. Efrén Alexander Mera Moreira; род. 23 июня 1985, Манта, Манаби) — эквадорский футболист, полузащитник; тренер.

## Биография
Мера начал карьеру в клубе «Манта» из своего родного города. В 2000 году он дебютировал за команду в одном из низших дивизионов Эквадора. В 2002 году Эфрен помог клубу выйти в эквадорскую Примеру, но через год, команда вновь вылетела. В 2005 году для Мера на правах аренды выступал за ЛДУ Лоха. В начале 2012 года Эфрен на правах аренды присоединился к «Эмелеку». 18 марта в матче против «Текнико Университарио» он дебютировал за новую команду. В этом же поединке Мера забил свой первый гол за «Эмелек». После окончания срока аренды он вернулся в «Манту». В начале 2015 года Мера перешёл в «Универсидад Католика» из Кито. 31 января в матче против «Индепендьенте дель Валье» он дебютировал за новую команду. 7 февраля в поединке против «Депортиво Куэнка» Эфрен забил свой первый гол за «Универсидад Католика».
В начале 2016 года Мера перешёл в «Дельфин». 7 февраля в матче против ЛДУ Кито он дебютировал за новый клуб. 25 сентября в поединке против «Эль Насьональ» Эфрен забил свой первый гол за «Дельфин».
По окончании сезона Мера покинул «Дельфин» и подписал соглашение с «Индепендьенте дель Валье». 14 февраля в матче против «Гуаякиль Сити» он дебютировал за новую команду. 18 марта в поединке против своего бывшего клуба «Универсидад Католика» Эфрен забил свой первый гол за «Индепендьенте дель Валье». Вместе с «чёрно-синими» в 2019 году завоевал Южноамериканский кубок, а через два года помог команде впервые в её истории стать чемпионом Эквадора.
С 2022 года выступает за «Депортиво Куэнку».

## Титулы и достижения
- Чемпион Эквадора (1): 2021
- Обладатель Южноамериканского кубка (1): 2019